# Rudi Schall
Rudi Schall (* 29. November 1913 in Neuruppin; † 26. Juli 2002 in Überlingen) war ein deutscher Physiker, der im Bereich der Detonik forschte.

## Leben
Schall studierte Physik, Mathematik und Chemie an der Technischen Hochschule in Berlin. 1935 wurde er zum Dr. rer nat. promoviert.
Ab 1949 arbeitete er am deutsch-französischen Forschungsinstitut (ISL) in Saint Louis im Bereich der Röntgenblitzphotographie und Stoßwellenphysik. Zwischen 1962 und 1969 war er Direktor der NATO Science Division in Paris. 1969 kehrte er an das ISL zurück und wurde nach der Pensionierung des deutschen Direktors Richard Emil Kutterer dessen Nachfolger. Nachdem Schall 1979 in den Ruhestand trat, blieb er der Detonik verbunden und fungierte ehrenamtlich als Direktor der Carl-Cranz-Gesellschaft in Weil am Rhein. Er war außerdem Mitglied im Herausgeberbeirat der Fachzeitschrift Propellants Explosives Pyrotechnics und Gründungsmitglied des Club of Rome.

## Auszeichnungen
- 1972 Bundesverdienstkreuz 1. Klasse[1]

## Schriften
- Symmetrisch geschaltete kapazitive Mikrofone, 1937, TH Berlin – Dissertation
- Beiträge aus der Ballistik und Kurzzeitphysik : Herrn Prof. Dr.-Ing. R. E. Kutterer z. 65. Geburtstag / Bearb.: R. Schall u. a. Hrsg. im Auftr. d. Bundesmin. d. Verteidigung vom Dokumentationszentrum d. Bundeswehr (DOKZENTBw)
- Ausgewählte Beiträge zur Ballistik : Herrn Dipl.-Ing., Dr.-Ing. Hellmuth Molitz leitender Baudirektor, zum 65. Geburtstag / Auftraggeber: Bundesminister d. Verteidigung, Rüstungshauptabt. Bearb.: R. Schall